# Falsozorispiella albosignata
Falsozorispiella albosignata är en skalbaggsart som först beskrevs av Maurice Pic 1945.  Falsozorispiella albosignata ingår i släktet Falsozorispiella och familjen långhorningar. Inga underarter finns listade i Catalogue of Life.